# Силуан (Мракич)
Митрополит Силуа́н (в миру Александр Мракич, серб. Александар Мракић; 17 сентября 1979, Сидней) — епископ Сербской православной церкви, митрополит Австралийский и Новозеландский.

## Биография
Родился 17 сентября 1979 года в Сиднее, Австралия, в семье Велько Мракич и Яни, урождённой Вуканович, выходцев из Герцеговины, из села Будим-До Требиньского уезда. Был крещён в том же году в Сиднейском Никольском храме в Блэктауне.
Окончил начальную школу в Парраматте, пригороде Сиднея, и затем Среднюю школу имени Артура Филлипа в том же городе.
В 1995 году по благословению епископа Луки (Ковачевича) поступил в духовную семинарию святого Петра Цетинского в Цетине. По её окончании в 2003 году поступил на Богословский факультет Белградского университета. В это время он определился с выбором жизненного пути, решив стать монахом.
В 2005 году возвращается в Австралию и поступает послушником в Монастырь Новый Каленич под Канберрой.
В 2006 году, по предложению епископа Милутина (Кнежевича), переведённого с Австралийской на новоучреждённую Валевскую епархию, отправился на послушание вслед за ним.
В том же году поступил в Московскую духовную академию. В 2007/2008 академическом году, на втором году обучения, был награждён стипендией Патриарха Алексия I за отличные академические результаты. По окончании академического курса в 2009 году работал над кандидатской диссертацией на тему «Антропология преподобного Иустина Поповича». Научным руководителем был профессор Алексей Сидоров, официальными оппонентами — епископ Афанасий (Евтич) и игумен Адриан (Пашин). 19 ноября 2010 года успешно защитил диссертацию и был удостоен звания кандидата богословия.
18 декабря 2010 года в храме Введения Пресвятой Богородицы Монастыря Пустыня в селе Почуте епископом Валевским Милутином (Кнежевичем) был пострижен в малую схиму с именем Силуан в честь преподобного Силуана Афонского.
На следующий день в Монастыре Лелич тем же архиереем монах Силуан был рукоположён в сан иеродиакона.
27 января 2012 года на Савиндан в Соборном храме Васкресения Христова в Валеве епископом Валевским Милутином (Кнежевием) был возведён в сан архидиакона.
В 2012—2014 годы обучался в магистратуре греческой Богословской школы апостола Андрея Первозванного в Сиднее, где трудился над работой в сфере патристики на тему «Обзор новой критики неопатристического синтеза: взгляд отца Иустина Поповича».
21 ноября 2014 года в Монастыре Челие, где пребывали мощи преподобного Иустина, был рукоположён епископом Милутином (Кнежевичем) в сан иеромонаха.
19 декабря того же года был возведён в достоинство протосингела епископом Милутином.
В конце 2015 года был назначен архиерейским наместником (благочинным) I Валевского округа.
25 мая 2016 года на Архиерейском Соборе Сербской Православной Церкви был избран епископом Австралийским и Новозеландским.
6 августа 2016 года в Соборном храме архангела Михаила в Белграде состоялось его наречение во епископа, которое совершили: Патриарх Cербский Ириней, митрополотом Черногорско-Приморский Амфилохий (Радович), епископ Сремский Василий (Вадич), епископ Банатский Никанор (Богунович), епископ Британско-Скандинавский Досифей (Мотика), епископ Враньский Пахомий (Гачич), епископ Далматинский Фотий (Сладоевич), епископ Будимлянско-Никшичский Иоанникий (Мичович), епископ Рашско-Призренский Феодосий (Шибалич), епископ Франкфуртский и всей Германии Сергий (Каранович), епископ Тимокский Иларион (Голубович), епископ Моравичский Антоний (Пантелич), епископ Топличкий Арсений (Главчич), епископ Егарский Иероним (Мочевич), епископ Диоклисийский Кирилл (Бойович) и епископ на покое Георгий (Джокич).
7 августа того же года в том же храме состоялась его епископская хиротония которую возглавия Патриарх Сербский Ириней в сослужении с 21 архиерея и множество духовенства.